# Pîtres
Pîtres – miejscowość i gmina we Francji, w regionie Normandia, w departamencie Eure. Przez miejscowość przepływa Sekwana. 
Według danych na rok 1990 gminę zamieszkiwało 2285 osób, a gęstość zaludnienia wynosiła 208 osób/km² (wśród 1421 gmin Górnej Normandii Pîtres plasuje się na 99 miejscu pod względem liczby ludności, natomiast pod względem powierzchni na miejscu 295).